# Malibu Comics
Malibu Comics Entertainment, Inc. (även känd som Malibu Graphics) var en amerikansk serietidningsutgivare som var aktiv i slutet av 1980-talet och början av 1990-talet, mest känd för sin Ultraverse-serie superhero-titlar. Anmärkningsvärda titlar under Malibu-etiketten inkluderade The Men in Black, Ultraforce, The Night Man och Exiles. 